# Tag der ukrainischen Schrift und Sprache
Der Tag der ukrainischen Schrift und Sprache (ukrainisch День української писемності та мови) ist ein Feiertag, der in der Ukraine jährlich am 27. Oktober begangen wird.

## Entstehung des Feiertags
Am 6. November 1997 unterstützte Präsident Leonid Kutschma eine Initiative öffentlicher Organisationen und erließ das Dekret Nr. 1241/97 „Zur Unterstützung der Initiative von Nichtregierungsorganisationen und unter Berücksichtigung der wichtigen Rolle der ukrainischen Sprache bei der Konsolidierung der ukrainischen Gesellschaft“, das den Tag der ukrainischen Schrift und Sprache einführte, der jährlich am 9. November (des julianischen Kalenders), dem Gedenktag des Chronisten Nestor, gefeiert werden sollte. Der Geschichtswissenschaftler Mychajlo Brajtschewskyj bezeichnete Nestor als einen der größten Schriftsteller des frühen europäischen Mittelalters und der Beginn der Geschichte der ukrainischen Literatur sei mit der Nestorchronik verbunden.

## Traditionen

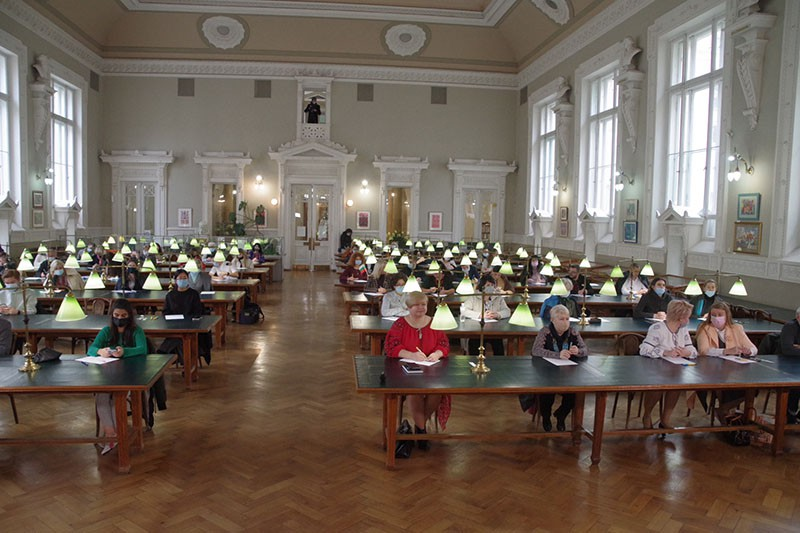
Radiodiktat der nationalen Einheit in der Nationalen Wissenschaftlichen Bibliothek Odessa (2021)

In der Ukraine, insbesondere in Kultureinrichtungen, Bibliotheken, Schulen und Universitäten, finden an diesem Tag eine Reihe von Veranstaltungen statt. Der Feiertag erinnert an das Alter der ukrainischen Sprache, die die einzige Amtssprache ist, an die Geschichte ihres Alphabets, erzählt von der Entwicklung der ukrainischen Schrift und macht die ukrainische Sprache allgemein in der Ukraine und im Ausland bekannt. Außerdem werden Blumen an Nestors Denkmal in der Nähe des Kiewer Höhlenklosters gelegt, Menschen, die die ukrainische Sprache popularisierten, geehrt und Verlage ermutigt, Literatur in ukrainischer Sprache zu veröffentlichen.
Im Jahr 2000 wurde das „Radiodiktat der nationalen Einheit“ ins Leben gerufen. Am Tag der ukrainischen Schrift und Sprache wird beim Kulturfernsehsender der öffentlich-rechtlichen Rundfunkgesellschaft der Ukraine (UA:PBC) und bei Ukrajinske radio ein Diktat vorgelesen, das man schreiben und dann an UA:PBC senden kann. Laut Espreso TV ist das Radiodiktat einer der beliebtesten Flashmobs.
Am Feiertag findet auch der internationale Petro-Jacyk-Wettbewerb für die ukrainische Sprache statt, der mit Unterstützung des Ministeriums für Bildung und Wissenschaft, des Kultur-, Verteidigungs-, und Außenministeriums der Ukraine und der Liga der ukrainischen Förderer durchgeführt wird. Jährlich nehmen mehr als 5 Millionen Personen aus 20 Ländern teil. Die Besten erhalten bei einer Zeremonie im Nationalen Iwan-Franko-Schauspielhaus unter Beteiligung des ukrainischen Staatsoberhaupts Diplome und Auszeichnungen.

## Besondere Ereignisse

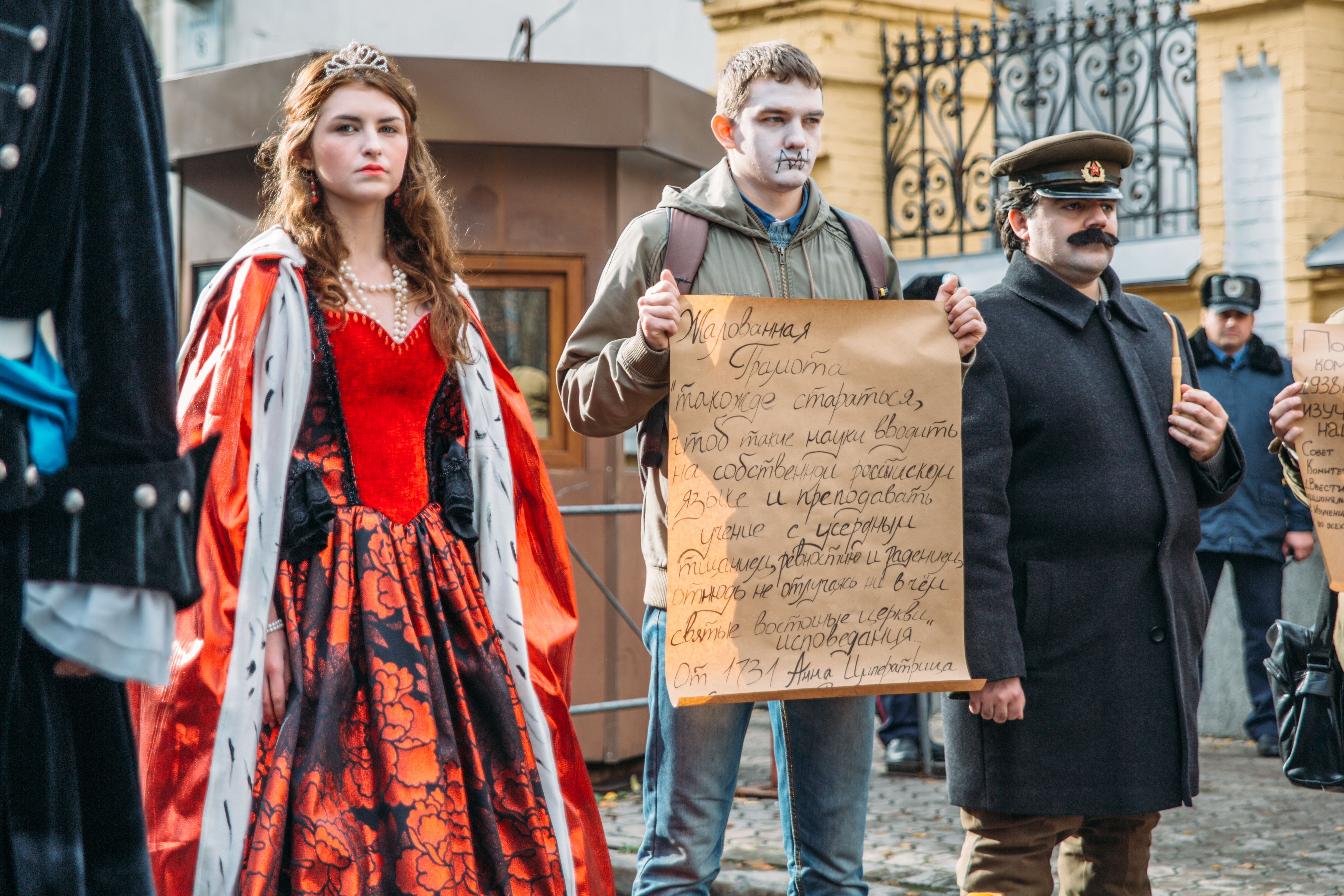
Demonstration der Widsitsch am 9. November 2015. Die Personen links und rechts stellen Anna Iwanowna und Josef Stalin dar, die für ihre Russifizierung der Ukraine bekannt waren.

2010 wollte der Bildungsminister der Partei der Regionen, Dmytro Tabatschnyk, den Petro-Jacyk-Wettbewerb nicht mehr finanzieren und stattdessen einen direkt vom Bildungsministerium organisierten Wettbewerb veranstalten. Laut Laryssa Massenko, einer Professorin und Leiterin der Abteilung für ukrainische Sprache der Nationalen Universität Kiew-Mohyla Akademie, tat er dies, um den Wettbewerb zu stören oder zumindest seine Nutzlosigkeit aufzuzeigen und die Verachtung des Bildungsministers dafür zum Ausdruck bringen. Außerdem habe er mit vielen seiner Anordnungen gezeigt, dass er die Amtssprache im Bildungsbereich nicht unterstützen wird, sondern zu sowjetischen Praktiken und zur Russifizierung zurückkehren würde.
Am 9. November 2015 veranstaltete die Widsitsch eine Demonstration vor dem Präsidialamt der Ukraine, in der sie gegen die Russifizierung der Ukraine demonstrierte und den Schutz und die Unterstützung der ukrainischen Sprache forderte.
Im Jahr 2023 wurde das Datum des Tags der ukrainischen Schrift und Sprache im Hinblick auf den Übergang der Orthodoxen Kirche der Ukraine und der Ukrainischen griechisch-katholischen Kirche zum neujulianischen Kalender auf den 27. Oktober umgestellt.